# Luis Ernesto Derbez
Luis Ernesto Derbez Bautista ou plus simplement Luis Ernesto Derbez ou Derbez, né le 1er avril 1947 à Mexico. est un homme politique mexicain. Secrétaire des Relations Extérieures de 2003 à 2006. Il a d'abord étudié l'économie au Mexique puis il est parti poursuivre ses études aux États-Unis. Il a ensuite enseigné et travaillé à la Banque mondiale. Entre décembre 2000 et janvier 2003, Derbez était ministre de l'économie de Vicente Fox. Le 15 janvier 2003, à la suite de la démission de Jorge Castañeda - qui avait demandé sa démission le 9 janvier 2003- il devint Secrétaire des Affaires étrangères.

## Biographie

### Autres réalisations et projets
Il est candidat en 2005 à la présidence de l'Organisation des États américains avec le soutien des États-Unis. Avant même le premier tour de scrutin devant avoir lieu en avril et malgré de fortes pressions, ses chances de victoires semblant si maigres que Washington lui demande de se retirer. D'après l'analyste Peter Hakim, directeur de Dialogue interaméricain, « Condoleezza Rice a compris que continuer à appuyer Derbez était courir à l’échec. S’il avait gagné avec une ou deux voix d’avance, le continent serait apparu comme divisé par la faute des États-Unis et, s’il avait perdu, ce qui était le plus probable, cela aurait été une grande défaite pour les États-Unis. »